# Siglo XIX largo
El siglo XIX largo o largo siglo XIX (inglés: The long nineteenth century) es un término acuñado por el historiador y autor marxista británico Eric Hobsbawm para referirse al período histórico de 125 años comprendido entre 1789 y 1914.

## Descripción
Hobsbawn explaya su teoría a lo largo de tres libros sobre distintas eras: La era de la revolución: Europa, 1789-1848, La era del capital, 1848-1875 y La era del imperio, 1875-1914. Su formación marxista puede inferirse a partir de la segunda de sus obras, que tiene por inicio no solo un año de revoluciones sociales sino el de la publicación original del Manifiesto Comunista.

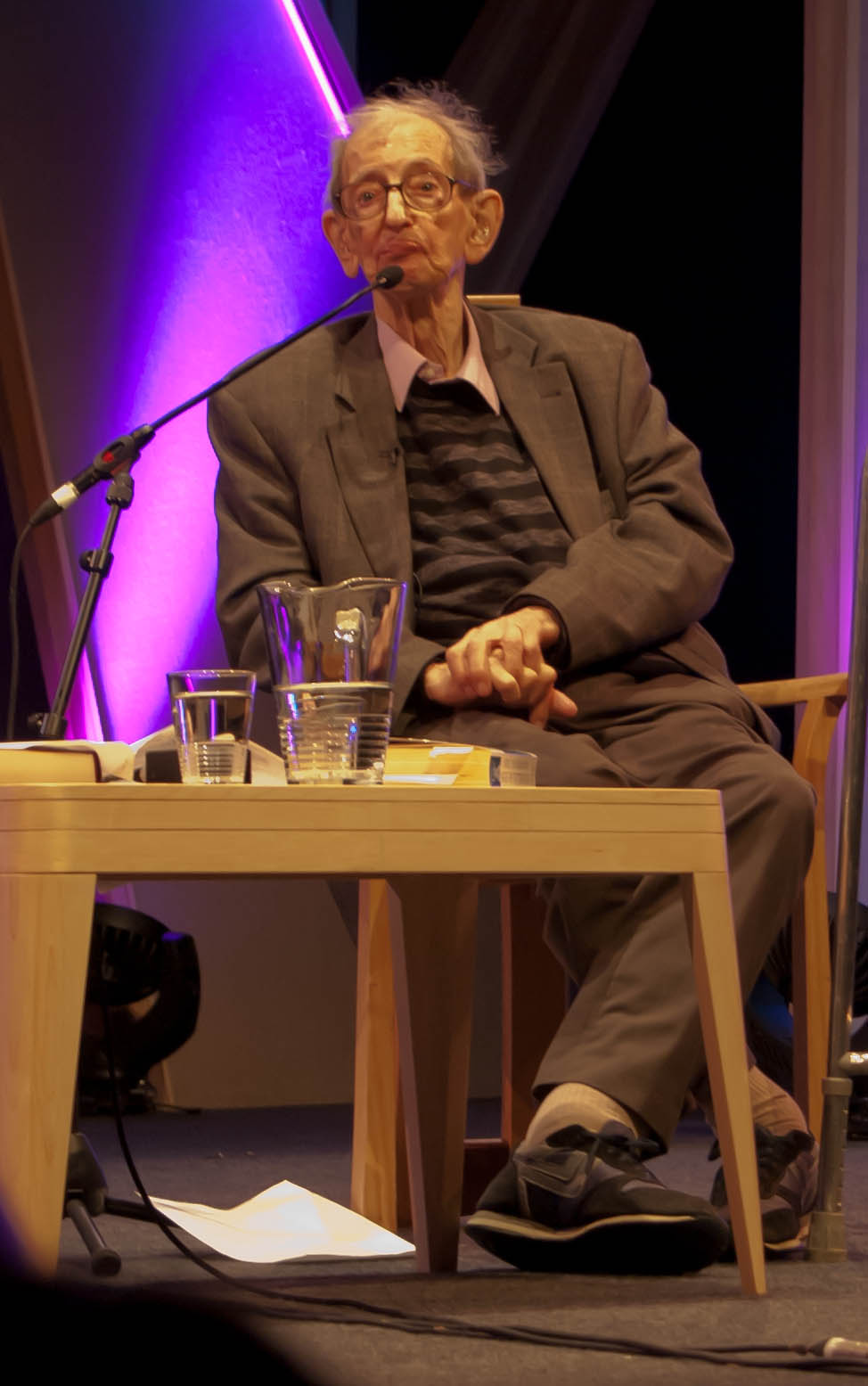
Eric Hobsbawm en 2011

El período en cuestión empieza con la Revolución francesa, la que estableció una república post-monárquica en Europa, y finaliza con el comienzo de la Primera Guerra Mundial. Luego de la conclusión de esa gran conflagración bélica, se eliminó definitivamente el largo equilibrio de poder o de fuerzas que había caracterizado al siglo XIX propiamente dicho (1801-1900). Estos hechos y eventos representaron cambios significativos en la historia, no solo europea, sino mundial. Se trató de cambios que redefinieron toda una era.
El mismo Hobsbawm publicó en 1994 un libro complementario de aquella trilogía, titulado Historia del siglo XX. En él sugiere que el “siglo XX corto”, comenzó con el estallido de la Primera Guerra Mundial y finaliza con la disolución de la Unión Soviética a finales de 1991.